# Honda CB 750-serie
De Honda CB750 is een motorfiets die door Honda in verschillende modellen werd gebouwd tussen 1969 en 1978.

## Voorgeschiedenis
Tot in de jaren dertig waren er al behoorlijk wat viercilinders voor klanten te koop geweest. FN produceerde al op grote schaal viercilinders vanaf 1905. Zij vormden de inspiratie voor latere merken als Pierce-Arrow en Nimbus. Ook William en Tom Henderson bouwden vier- en zelfs zescilinders die later onder de namen Excelsior, ACE en Indian op de markt kwamen. Het waren echter altijd dure machines, die zeker in Europa niet veel aftrek vonden. Hier waren Britse eencilinders populair. Na de Tweede Wereldoorlog was er geen ruimte meer voor dure motorfietsen. Er was juist behoefte aan goedkope vervoermiddelen, waardoor de scooter tot bloei kwam en later, toen goedkope, kleine auto's beschikbaar werden verloor de motorfiets langzaamaan zijn belang als vervoermiddel. De - nog steeds sterke - Britse industrie leverde alleen een- en tweecilinders en in Duitsland kwamen goedkope tweetaktmotoren op de markt. Toch begon de teloorgang van de Britse motorindustrie direct na de oorlog. Toen Bert Hopwood van Norton de opdracht kreeg een tweecilinder (de Norton Dominator) te ontwikkelen, was dat met de beperking dat de productie moest kunnen gebeuren met de toen al verouderde, vooroorlogse machines. Uiteindelijk had bijna elk Brits merk een 650cc-paralleltwin, maar toen Honda in 1965 de CB 450 op de markt bracht was die machine al sneller. Honda had dan ook geïnvesteerd en een "klantenmotor" met dubbele bovenliggende nokkenassen was ongehoord. Honda timmerde toen ook al aan de weg met kleine vier- en zescilinders in de wegrace, maar verkocht voornamelijk lichte tweecilinder motorfietsen die bedoeld waren voor vrijetijdsbesteding. Intussen was de Britse industrie verenigd in twee concerns: de BSA-groep met Triumph en BSA en Norton-Villiers met Norton, AJS, Matchless, Francis-Barnett, James en de inbouwmotorenfabriek Villiers, maar technologische vernieuwingen vonden nauwelijks plaats. Ook Harley-Davidson bleef vasthouden aan de stoterstangen V-twins en BMW maakte al sinds 1960 pas op de plaats met haar "Vollschwingen"-modellen en had zelfs al overwogen de motorfietsproductie helemaal te staken. Het enige merk dat echt iets nieuws bracht was Moto Guzzi, dat in 1967 de Moto Guzzi V7 had uitgebracht, maar ook dat was een tamelijk eenvoudige tweecilinder stoterstangen-motor. Rond die tijd verscheen ook een viercilinder: de Münch Mammut, een peperdure machine met een NSU-automotor. In de wegrace waren de beste 500cc-motoren al sinds het seizoen 1952 viercilinders geweest, maar voor de "gewone man" was dit concept onbereikbaar gebleven. MV Agusta had in 1965 wel een viercilinder gepresenteerd, maar wie had gehoopt dat deze machine een afspiegeling zou zijn van de MV Agusta 500 4C-racer kwam bedrogen uit. Het was een foeilelijke toermotor geworden die ook nog eens erg duur was.

## Geschiedenis
| Tuners als Bimota, Paul Dunstall, Japauto, Piek, de gebroeders Rickman en Colin Seeley stortten zich meteen op de Honda CB 750. Bijna allemaal begonnen ze met het vervangen van het frame, dat het normale vermogen al niet aan kon. Japauto liet speciale frames maken door Dave Degens |
| {{{2}}} |

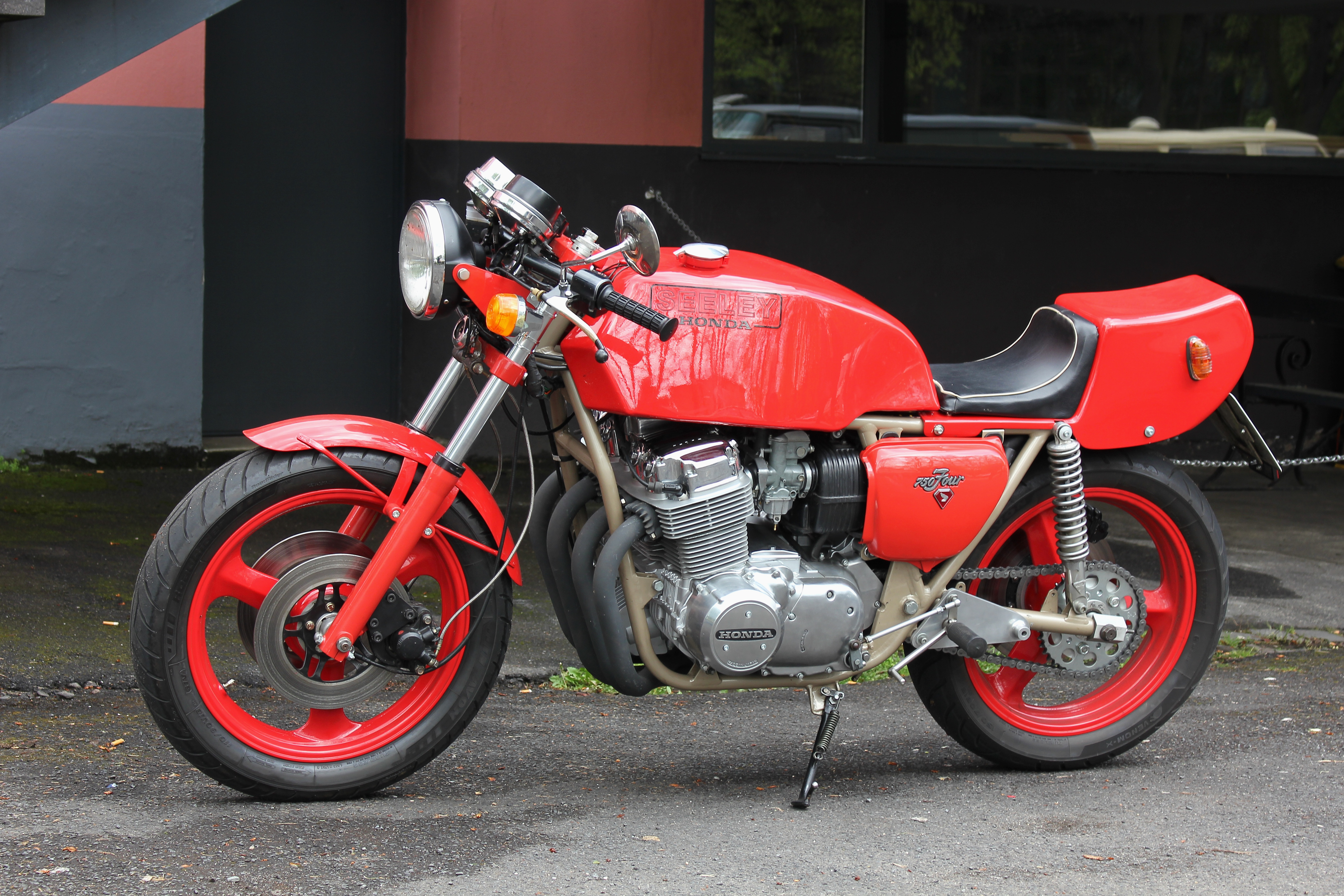
Seeley-Honda

Het Honda-model "Dream CB 750 Four" werd op 25 oktober 1968 op de 15e Tokyo Motor Show gepresenteerd. De komst van de CB 750 deed de motorfietsmarkt op zijn grondvesten schudden, en wordt door velen rechtstreeks verantwoordelijk geacht voor de teloorgang van grote delen van de Europese motorfietsindustrie. Die industrie was inmiddels een kaartenhuis geworden, ingeslapen door gebrek aan onderlinge concurrentie. Er was maar een klein tikje nodig… Dat tikje kwam nu van Honda, dat het gedurfd had een 750cc-viercilinder binnen het bereik van de gewone motorrijder te brengen. De enige hindernis die nog moest worden overwonnen was de twijfel aan de betrouwbaarheid. Japanse merken hadden geen goede naam, vooral door de tweetakten van Suzuki en Kawasaki, die snel waren, maar ook veel problemen kenden.
Van de BSA Group is bekend dat na afloop van een vergadering van de raad van bestuur iemand terloops opmerkte: "They're building a four cilinder, you know". Hierop werd de vergadering onmiddellijk hervat en men besloot tot het in productie nemen van de BSA Rocket 3/Triumph Trident drieclinders, die de beide merken echter niet meer konden redden. Kawasaki moest terug naar de tekentafels omdat hun eigen geplande 750cc-viercilinder niet meer de geplande impact zou hebben en zij besloten tot het uitbrengen van de Kawasaki Z 1 900, die echter pas eind 1972 werd gepresenteerd. Ook Laverda en Moto Guzzi kregen het moeilijk. Alleen BMW kwam de "CB 750-hausse" redelijk ongeschonden door, mede door een vaste klantenkring, een sterk imago op het gebied van betrouwbaarheid en door onmiddellijk de sterk gemoderniseerde /5-serie uit te brengen.
Toch bleek de Honda CB 750 een betrouwbare motorfiets, die als toermodel bedoeld was, maar tuners stortten zich onmiddellijk op het model om opvoersets en stroomlijnkuipen te leveren, waardoor klanten er zelf een sportmotor of een caféracer van konden maken. De machine bood standaard ook al accessoires die eind jaren zestig nog geen gemeengoed waren, zoals een startmotor, richtingaanwijzers en een hydraulisch bediende schijfrem in het voorwiel.
De CB 750 bleef vrijwel ongewijzigd in productie tot hij in 1979 werd opgevolgd door de Honda CB 750 KZ. Intussen waren enkele bijzondere uitvoeringen verschenen, zoals de CB 750 A Hondamatic met automatische versnellingsbak in 1976 en de wat sportievere modellen F1 (1975) en F2 (1977).
De Honda CB 750 werd aan het einde van de twintigste eeuw door motorjournalisten wereldwijd gekozen tot "Motorfiets van de Eeuw". Mike Hailwood, door zijn racesuccessen deels verantwoordelijk voor het succes van Honda, werd "Motorcoureur van de Eeuw".

### Techniek

#### Motor
De Honda CB 750 had een luchtgekoelde dwarsgeplaatste viercilinder lijnmotor met een enkele bovenliggende nokkenas (SOHC) en twee kleppen per cilinder. Het was een blokmotor (met ingebouwde versnellingsbak) en een horizontaal deelbaar carter. Boring en slag bedroegen 61 × 63 mm, waardoor de cilinderinhoud 736 cc bedroeg. Behalve de reeds genoemde startmotor was er ook een kickstarter aanwezig, meer ter geruststelling van klanten die nog niet gewend waren aan elektrisch starten dan uit noodzaak. De compressieverhouding bedroeg 9:1, er waren vier Keihin-carburateurs aanwezig en de motor leverde 67 pk bij 7.000 tpm. De bougies met een 12mm-schacht en een warmtebereik van 280-310 °C waren zeldzaam en niet overal te koop. De stroom kwam van een 12 V/210 W dynamo en de ontsteking werd verzorgd door een accu/bobine systeem met twee bobines en twee sets contactpunten. Tegen de (Honda-) gewoonte in was er een dry-sumpsysteem met een aparte olietank onder het zadel gebruikt. Een dubbele Eaton-pomp verzorgde de smering: een pomp leverde de druk om de olie via het oliefilter naar de krukas, de lagers en de nokkenas te pompen, de andere zorgde voor het terugbrengen van de olie naar de tank, via de versnellingsbak.

#### Transmissie
Op de krukas zaten twee kleine tandwielen en de primaire aandrijving werd dan ook verzorgd door twee afzonderlijke kettingen (geen duplexketting). Die dreven een meervoudige natte platenkoppeling aan. Er waren vijf versnellingen met voetschakeling aan boord. De aandrijving naar het achterwiel verliep via een ketting, die automatisch werd gesmeerd met motorolie die vanaf de versnellingsbak uit de holle as van de kettingtandwielen kwam.

#### Rijwielgedeelte
Voor het eerst gebruikte Honda een dubbel wiegframe voor haar seriemodellen. Om het vermogen aan te kunnen waren vooral het balhoofd en de swingarm extra stevig uitgevoerd.Voor was een hydraulisch gedempte telescoopvork gemonteerd en achter een swingarm met twee hydraulisch gedempte veer/demperelementen die in drie standen verstelbaar waren. Helemaal uniek was de schijfrem, die (behalve op een heel kleine serie Rickman Métisse-modellen) nog nooit op een straatmotor was toegepast.

## Modellenhistorie

### CB 750 (K0)

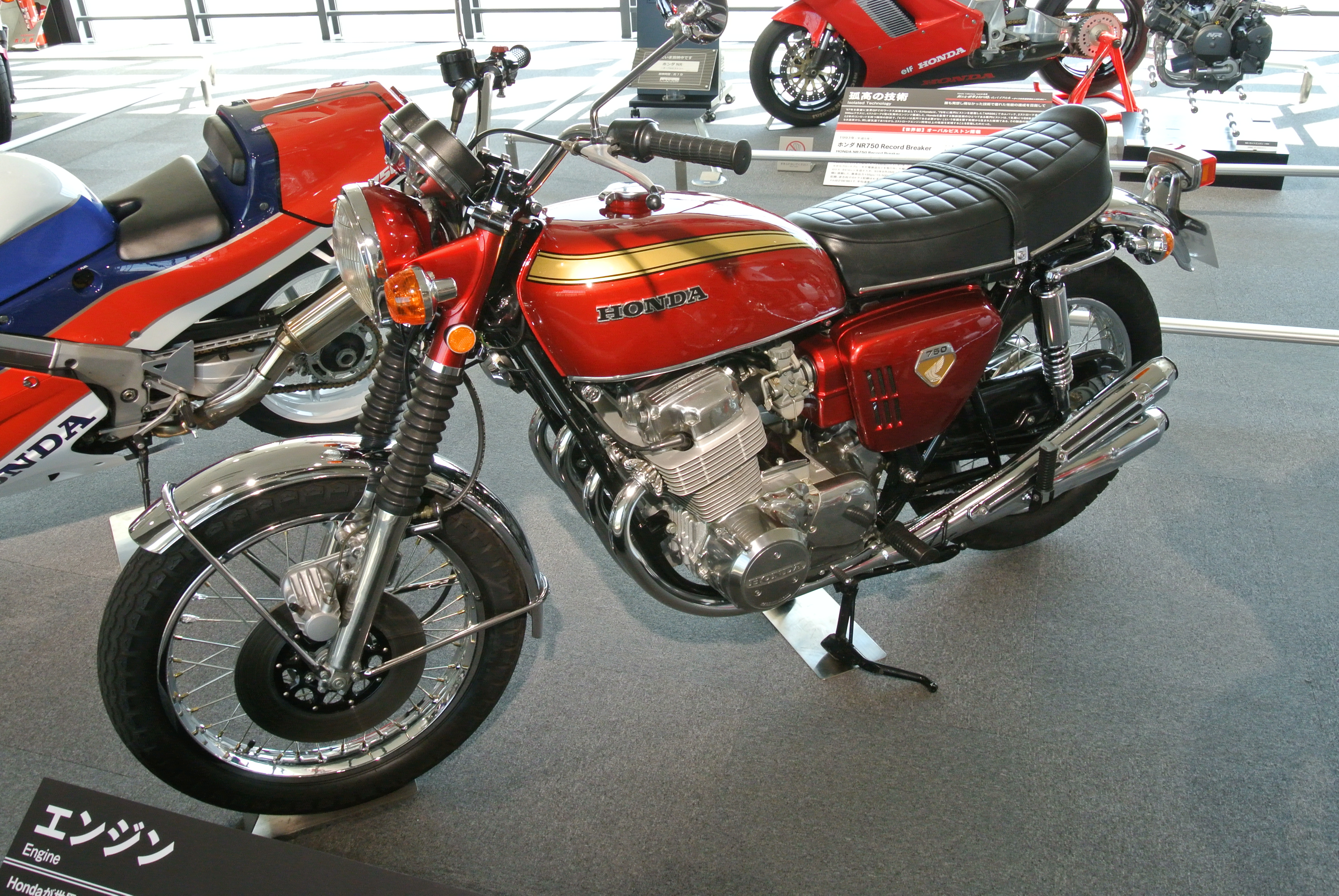
Honda CB 750 K0

De naam "Dream" verviel al voordat de Honda in het voorjaar van 1969 in de Verenigde Staten op de markt kwam. De machine heette gewoon "CB 750", zonder enige toevoeging. Pas toen de K1 in 1970 verscheen werd de originele machine achteraf "K0" genoemd. Honda had veel aandacht besteed aan de vormgeving, maar ook aan de afwerking. De voorvork was voorzien van gaiters om de binnenpoten tegen steenslag te beschermen en het motorblok was dankzij de unit construction veel strakker en moderner dan dat van bijvoorbeeld de pre unit-Triumph Trident. Om de aanwezigheid van vier cilinders te accentueren had de machine ook vier uitlaten. De Honda was wel duur: ƒ 6.500. Dat was niet duurder dan een Triumph Trident, maar wel duurder dan de BSA Rocket 3, (ƒ 6.350), Laverda 750 S (ƒ 6.000), Norton Commando 750 (ƒ 5.750), Moto Guzzi V7 Special (ƒ 5.750) en de BMW R 75/5 (ƒ 5.750). De BMW en de Moto Guzzi hadden ook een startmotor. De klanten keken echter ook naar het vermogen, dat bij de Honda verreweg het grootst was, en vooral ook naar de unieke viercilinder motor. De eerste tests door motorbladen, maar vooral de ervaringen van kopers die in rijdersrapporten waren vastgelegd, spraken vooral over de trillingvrije loop van de viercilinder, maar ook over de grote betrouwbaarheid, de goede remmen en het feit dat hoge snelheden zonder problemen lang konden worden aangehouden.

#### Kenmerken
De eerste Honda CB 750 is te herkennen aan de vier afzonderlijkde bedieningskabels voor de carburateurs, maar vooral aan de zijdeksels, waar alleen "750" boven een klein driehoekje staat. In dat driehoekje stond het "Honda vleugeltje", maar nog niet de toevoeging "Four". In de zijdeksels zaten zes kleine luchtsleuven. De bovenkanten van de vorkpoten met de koplamphaken, de koplamp en het luchtfilterhuis waren in de kleur van de motor gelakt. Framenummers 1000001 t/m 1007474 hadden wat grover gegoten carters omdat ze in zand waren gegoten. Daarna werden de carters onder druk gegoten. Vanaf framenummer 1026145 werden de open kettingen met sluitschakel vervangen door geklonken kettingen en de carters kregen een bescherming omdat gebroken kettingen nog weleens een gat in het carter sloegen.

#### Kinderziekten

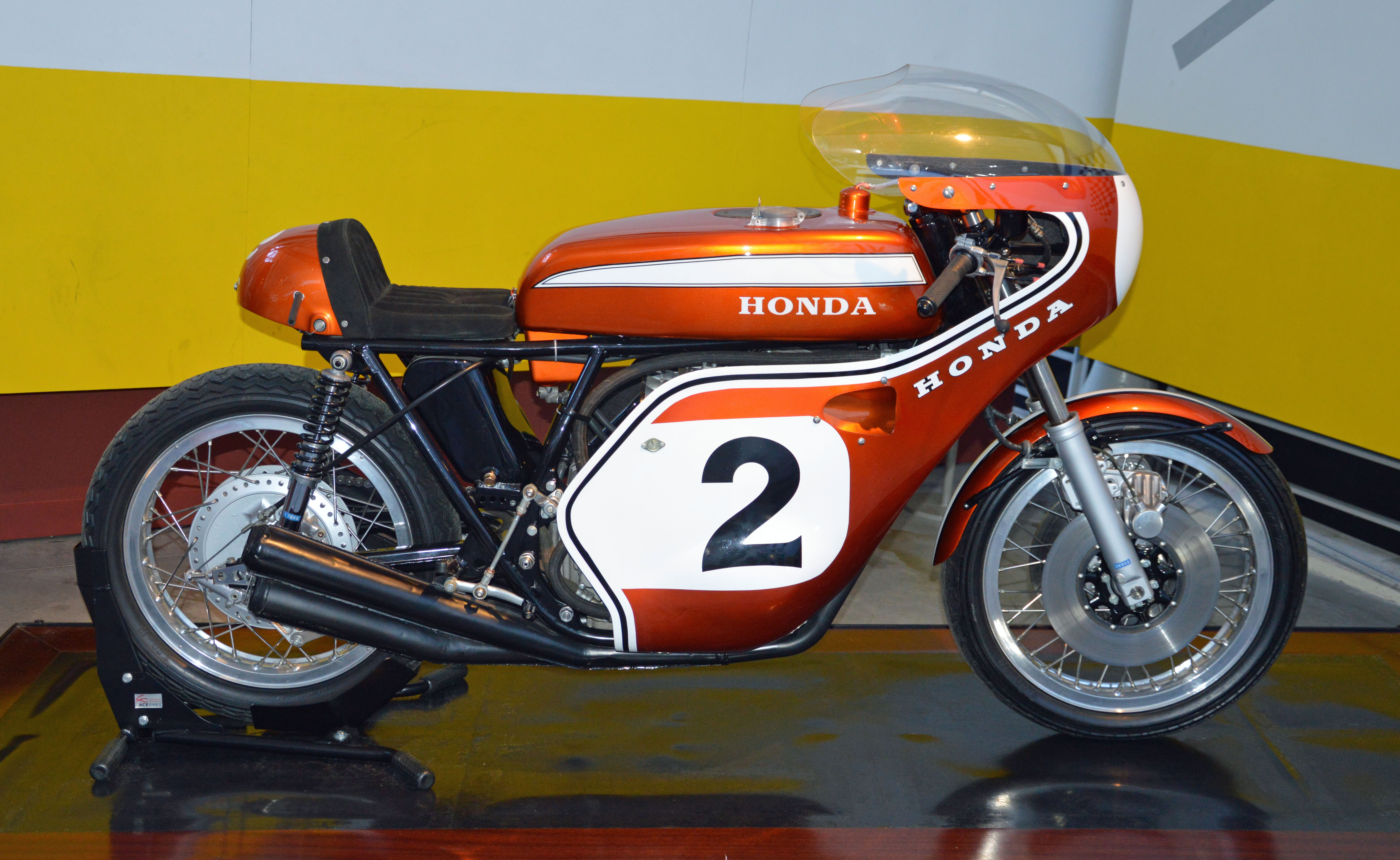
Dick Mann's Honda CR 750

Toch waren er ook problemen. Enerzijds was de open ketting, die veel onderhoud vroeg, een punt van kritiek, maar ook het automatische smeersysteem. Dat zorgde voor een dikke koek van verbrande olie op de linker uitlaatdempers. De ketting brak ook vaak en de actieradius was door de kleine 18-liter tank en het verbruik slechts 250 km. Ook bleek het frame het vermogen niet aan te kunnen, waardoor het bij hoge snelheden instabiel werd. Duopassagiers klaagden over het te krappe zadel en het feit dat de duovoetsteunen vanwege de vier uitlaten te ver naar buiten stonden.

### CR 750
| De Amerikaanse markt was duidelijk het belangrijkst voor Honda. Veel Amerikanen wilden iets anders dan een Harley-Davidson en vooral de sportieve rijders zochten hun heil bij de Britse merken BSA, Matchless en Triumph (voor chauvinisten leverde Associated Motor Cycles modellen van Royal Enfield en Matchless onder de naam "Indian"). Voor de Britse 650cc-machines bleek de Honda CB 450 al een sterke concurrent omdat hij veel moderner was geconstrueerd. De Britse industrie bevond zich eind jaren zestig op de rand van het bankroet en had nog slechts een klein duwtje nodig om om te vallen. Honda besloot dan ook de CB 750 als eerste in de Verenigde Staten te introduceren en pas enkele maanden later in Europa. Tot 1972 bleven de modellen identiek aan de Europese, maar toen de CB 750 K2 eenmaal op de markt was bleef die in Europa ongewijzigd tot in 1975 de CB 750 K6 verscheen. In de Verenigde Staten werden intussen een aantal licht gewijzigde modellen uitgebracht: - CB 750 K3: De K3 verscheen in de herfst van 1972. De wijzigingen ten opzichte van de K2 sprongen niet direct in het oog: De cilinderkop was vernieuwd en had gewijzigde oliekanalen om de smering van de nokkenas en de tuimelaaras te verbeteren. De zuigers kregen diepere groeven voor de olieschraapveren om het olieverbruik te verlagen. De voorvork werd (niet voor het eerst) verstevigd. De achterdempers werden vijfvoudig instelbaar en de koppeling kreeg een startvergrendeling. Kleinere wijzigingen betroffen de elektrische installatie, de schakelaars, de spiegels en de scharnierpen voor de remklauw. - CB 750 K4: Dit was het eerste model waarbij de brede bies aan de bovenkant van de tank was vervangen door een zwart, ombiesd vlak waarin het merk "Honda" stond. De K4 werd geleverd van juni 1973 tot mei 1974, maar in die korte tijd werd de cilinderkop opnieuw tot twee keer toe gewijzigd om het "zweten" van olie te stoppen. De eerste keer kregen de twee middelste trekbouten nieuwe O-ringen, de tweede keer werden de boringen veranderd om andere trekbouten te plaatsen, maar kwam er ook een nieuwe koppakking. Verder waren er kleine wijzigingen aan het zadel, dat iets ronder werd, de trommelrem en de hoofdremcilinder. Met 73.000 exemplaren was de K4 de best verkochte Honda CB 750 in Amerika. Dat de verkoop daarna terugliep was logisch: intussen was de Kawasaki Z 1 900 verschenen, maar begin 1974 kwam ook de 1000cc-Honda Goldwing op de markt. - CB 750 K5: De K5 (juni 1974-december 1974) werd nog slechts licht gewijzigd: de bediening van de carburateurs, het gashendel en de benzinekranen ging soepeler en een aantal leidingen werd veranderd. Ook de plaatsing van de handgrepen en voetsteunen voor de duopassagier werd iets anders. - CB 750 F0: De CB 750 F0 was de (identieke) voorloper van de CB 750 F1 en werd alleen in februari 1975 in de VS verkocht. Daarna kwam de F1 wereldwijd op de markt. - CB 750 F3: Nadat de CB 750 F2 uit productie was gegaan werd van mei 1977 tot mei 1978 een iets gewijzigd model in de VS verkocht. De wijzigingen betroffen de achterschokdempers, de zijdeksels en het carter. - CB 750 K8: Net als het sportmodel F3 bracht Honda na het beëindigen van de levering van de K7 een nieuw toermodel uit voor de VS en Canada. Deze CB 750 K8 was toch op een flink aantal punten anders dan de K7: De carburatie, de carterventilatie, het kleppendeksel, de klepveren en de remlichtschakelaar waren veranderd en uiterlijk was het zadel meer gewelfd en er werd een sterkere aandrijfketting gebruikt. De K8 ging in mei 1978 pas uit productie, een jaar nadat de "K" modellen in Europa vervangen waren door de Honda CB 750 KZ met dubbele bovenliggende nokkenassen. - CB 750 A0: Hoewel de CB 750 A (Hondamatic) in 1976 ook op de Nederlandse Motorrai werd getoond, was de machine met zijn halfautomatische versnellingsbak toch duidelijk bedoeld voor de Amerikaanse markt. Daar kwam hij dan ook alleen op de markt. De machine was voorzien van een koppelomvormer en een versnellingsbak met twee overbrengverhoudingen: "Low" (tot 100 km/h) en "Drive" (tot 167 km/h). Honda had bewust niet gekozen voor een volautomatische versnellingsbak, omdat die (toen nog) tamelijk schokkerig schakelden op een moment dat voor de rijder niet te bepalen was. In een auto was dat geen probleem, maar een motorrijder zou ervan kunnen schrikken of uit balans kunnen raken. De koppelomvormer verving de normale koppeling, maar de rijder moest zelf op- en terugschakelen. De machine kon comfortabel wegrijden in de hoogste versnelling, maar was sneller in "Low". Om voldoende olie te hebben voor de koppelomvormer en de versnellingsbak werd dit het enige model dat een wet-sump smeersysteem had. Er was dan ook 5,5 liter motorolie nodig. Er waren twee trochoïdpompen aan boord: een voor de smering van de motor en een voor de koppeling en de versnellingsbak. Omdat de halfautomaat altijd een beetje bleef trekken was er zelfs een parkeerrem aangebracht. De kickstarter was wegens ruimtegebrek gedemonteerd en vond een plaats onder het zadel (vergelijkbaar met de Honda Goldwing, waarbij de kickstarter onder een deksel op de dummytank zat). Het vermogen was flink afgenomen door een lage compressieverhouding en kleinere carburateurs. Daardoor leverde de CB 750 A0 slechts 47 pk. - CB 750 A1: Hoewel de Hondamatic nauwelijks aansloeg, zelfs niet in de Verenigde Staten, waar auto's met een automatische versnellingsbak vrij populair waren, kreeg de machine in 1977 nog een kleine opwaardering door de plaatsing van een vier-in-twee-uitlaatsysteem. - CB 750 A2: In 1978 volgde een laatste detailwijziging: de machine kreeg nu ook de comstarvelgen die bij de F2/F3 werden gebruikt. Daarna verdween het model van de markt. In drie jaar tijd waren niet meer dan 8.100 CB 750 A's verkocht. |

Vanaf 1970 was het reglement van de Daytona 200 aangepast. Tot dat moment werden Harley-Davidsons bevoordeeld, omdat zijklepmotoren 750 cc mochten meten, terwijl kopklepmotoren niet groter dan 500 cc mochten zijn. Zijkleppen waren echter (behalve bij Harley-Davidson) uitgestorven, zodat het Amerikaanse merk met 250 cc extra bijna altijd won. Doordat de American Motorcyclist Association toenadering zocht tot de Fédération Internationale de Motocyclisme werd ze gedwongen het reglement eerlijker te maken: Motorfietsen tot 750 cc die waren afgeleid van straatmodellen. De BSA-groep sprong erop in door een zwaar team in te zetten met jonge Amerikanen als Gene Romero, Don Castro en Gary Nixon op Triumph Tridents en Mike Hailwood op een BSA A75 Rocket 3. Honda prepareerde vier machines voor bekende coryfeeën als Ralph Bryans, Tommy Robb en Bill Smith, maar ook voor de 36-jarige Amerikaanse veteraan Dick Mann.

#### Modificaties
Honda fabrieksracers hadden altijd de aanduiding "RC" gehad, terwijl productieracers de aanduiding "CR" kregen. Fabrieksracers waren bij de Daytona 200 verboden: de motorfietsen moesten zijn afgeleid van seriemodellen waarvan er in de Verenigde Staten ten minste 200 verkocht waren. Hoewel de CR 750 een 100% fabrieksracer was, gebruikte Honda toch de productieracer-aanduiding. De Honda was echter wel op veel punten aangepast:
- De boring was met een halve millimeter vergroot tot 61,5 mm, waardoor de cilinderinhoud nu 748,6 cc bedroeg.
- De compressieverhouding was verhoogd van 9:1 naar 11:1.
- De nokkenastiming werd aangepast
- De inlaatkleppen werden vergroot van 32 mm naar 33,5 mm, maar daardoor moesten de uitlaatkleppen wel 1 mm kleiner worden.
- De veranderde nokkenastiming zou nutteloos zijn geweest als de carburateurs niet groter zouden worden. De CR 750 kreeg dan ook 35 mm Keihin-racecarburateurs
- De accu-bobine-ontsteking werd vervangen door een magneetontsteking met twee uitwendige bobines
- De versnellingsbakverhoudingen werden veranderd
- Het frame werd niet gewijzigd, maar alle overbodige lipjes en steuntjes werden verwijderd.
- Het schakelpedaal werd naar rechts verplaatst omdat de coureurs gewend waren rechts te schakelen.
- De voorvork werd verstevigd
- Er kwam een tweede schijfrem in het voorwiel
- De wielen werden vervangen door aluminium exemplaren en het voorwiel ging van 19 inch naar 18 inch.
- In het achterwiel kwam een duplex trommelrem van 230 mm doorsnee.
- De brandstoftank en de olietank waren van aluminium, het zitje van polyester.
- Er werd een polyester dolfijnkuip gemonteerd

Ook werden maatregelen genomen om de betrouwbaarheid te vergroten:
- De beide primaire kettingen werden zwaarder uitgevoerd
- De rubberen nokkenaskettingspanner werd vervangen door een stalen exemplaar
- De nokkenaslagering werd verstevigd
- De nokkenasketting werd verzwaard
- Er werd een oliekoeler in het smeersysteem opgenomen

Dit alles leverde een racer op met een vermogen van 96 pk bij 9.700 tpm en een topsnelheid van 270 km/h.

#### Daytona 200 1970

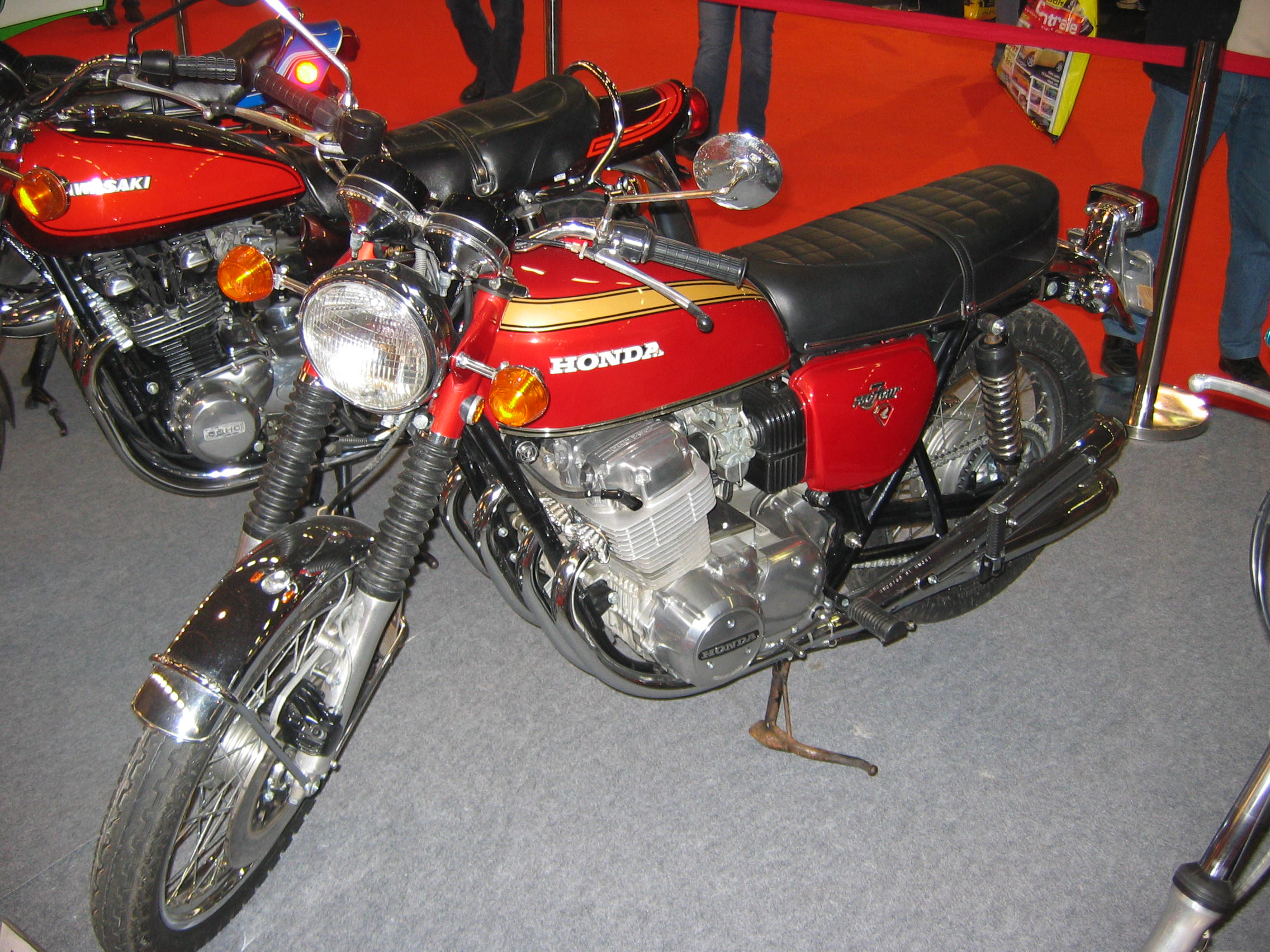
Wel nog een meegespoten koplamp met lamporen, maar ook de aanduiding "Four" en de zwarte remklauw kenmerken de CB 750 K1

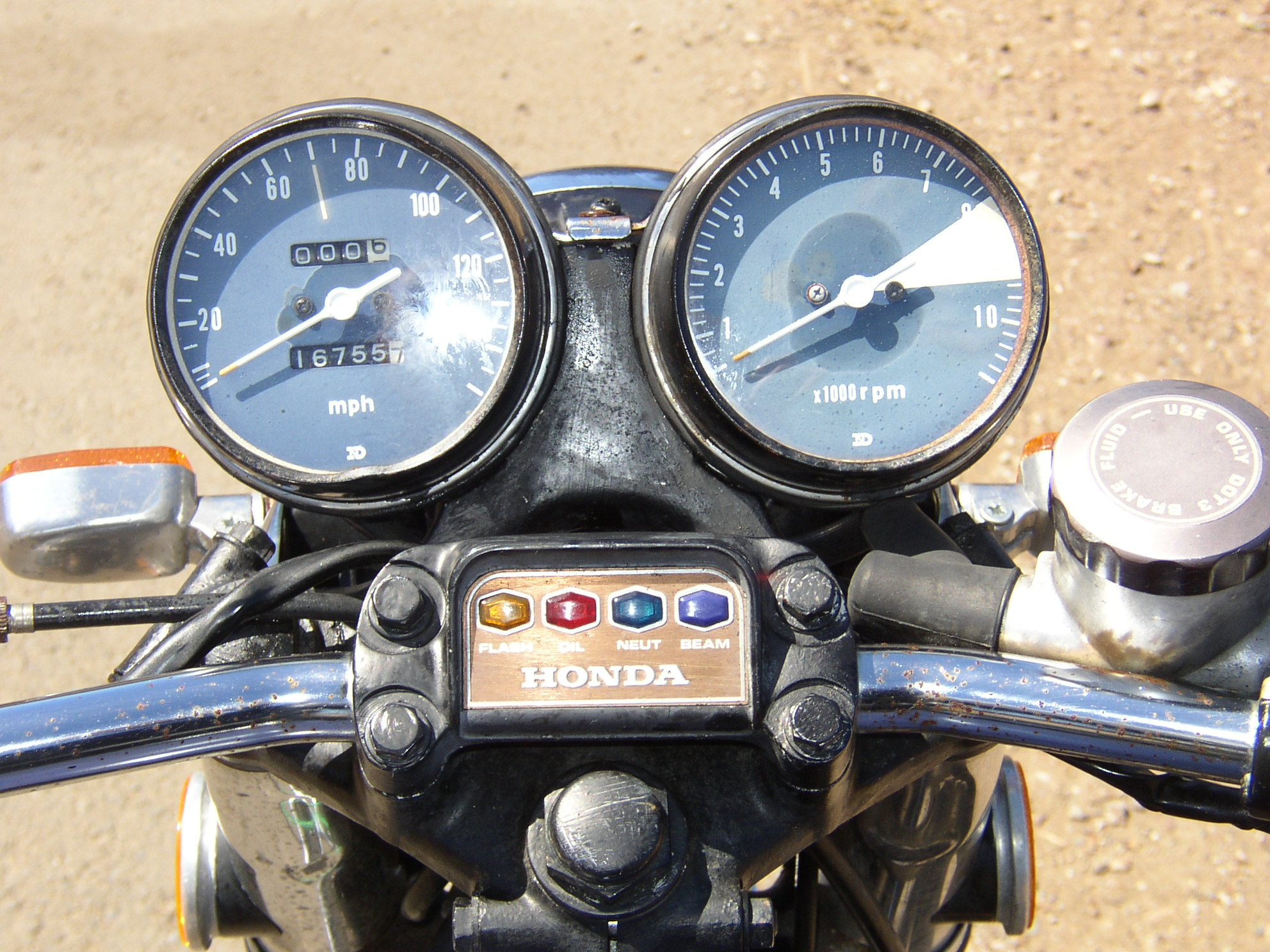
Vanaf de K2 vormde de stuurklem tevens de console voor de controlelampjes

In de trainingen waren de BSA's en Triumphs duidelijk de snelsten en in de race ging het met de Honda's helemaal niet goed: Ondanks de verstevigde nokkenasketting gaf die de grootste problemen: bij Bill Smith brak ze in de laatste training voor de race, Ralph Bryans viel al in de derde ronde uit met hetzelfde euvel en bij Tommy Robb brak de ketting in de vijfde ronde. De koppositie bleef door valpartijen en pitstops voortdurend wisselen, maar uiteindelijk wist Dick Mann de race te winnen in een nieuw racegemiddelde van 165,3 km/h. Hierna bracht Honda een racekit op de markt waarmee elke Honda CB 750 tot racer kon worden omgebouwd.

### CB 750 K1
In september 1970 verscheen de opvolger van de K0, met op de eerste plaats alle wijzigingen die tijdens de levensduur van de K0 al waren aangebracht. De kettingtandwielen waren groter geworden om de omtreksnelheid van de ketting te verlagen en kettingbreuk tegen te gaan. De carburateurs werden nu door twee kabels bediend, een voor openen en een voor sluiten.

#### Kenmerken
De K1 had nog steeds meegespoten koplamporen en koplamp, maar het luchtfilterhuis was van zwart kunststof gemaakt. Bovendien stond er nu "750 Four" op de zijdeksels. De luchtsleufjes waren verdwenen en de remklauw was zwart gecoat. Minder opvallende wijzigingen zaten in de glaasjes van de tellers (glas i.p.v. plastic), schakelaars, spiegels en richtingaanwijzers.

### CB 750 K2
Met de komst van de K2, eind 1971, had Honda de kinderziekten vrijwel helemaal weggewerkt en de machine zou dan ook drie jaar in productie blijven. Het werd de meest verkochte Honda CB 750 in Europa.

#### Kenmerken
Optisch was er niet veel veranderd ten opzichte van de K1. Het meest zichtbare kenmerk van de K2 waren de verchroomde lamporen met matzwarte koplamp. De tellerhuizen waren van metaal en de controlelampjes zaten niet meer in de tellers maar in een aparte console tussen de tellers in, die tevens het stuur vastklemde. De type 300 uitlaten werden wegens strengere milieu-eisen vervangen door nieuwe, stillere type 341 uitlaten. De Carbon achterschokdempers werden vervangen door exemplaren van Showa. Het opklapbare duozadel kreeg een zadelslot.

### CB 750 K6
In januari 1975 kreeg Europa weer een vernieuwde Honda CB 750, waarin veel van de Amerikaanse ontwikkelingen waren verwerkt, maar hier en daar ook onderdelen van de nieuwe Honda CB 750 F1. In verband met de milieu-eisen werd positieve carterventilatie ingebouwd. De 28mm-carburateurs werden vervangen door kleinere (26 mm) exemplaren die net als bij de F1 op een gezamenlijke plaat waren gemonteerd en de uitlaten werden sterker gedempt. Daardoor verloor de machine 4 pk. Verder werd een aantal verbeteringen van de nieuwe CB 750 F1 overgenomen: vanaf motornummer E2470427 kreeg de K6 de verstevigde koppeling van de F1 en werd de vergrendeling van de versnellingen verbeterd. Verder kwam er een smeernippel op het scharnierpunt van de swingarm en in de achterwielnaaf kwam een betere demping voor het achtertandwiel.

#### Kenmerken
Bij de K6 werd het "750 Four"-logo voorzien van een donkere achtergrond en de tank kreeg de beschildering die al op de Amerikaanse modellen was gebruikt. Boven de remschijf zat een plastic spatschermpje. Verder veranderde de zadelovertrek en werd er een verchroomde beugel achter het zadel aangebracht. De voetsteunen werden verder naar achteren gezet.

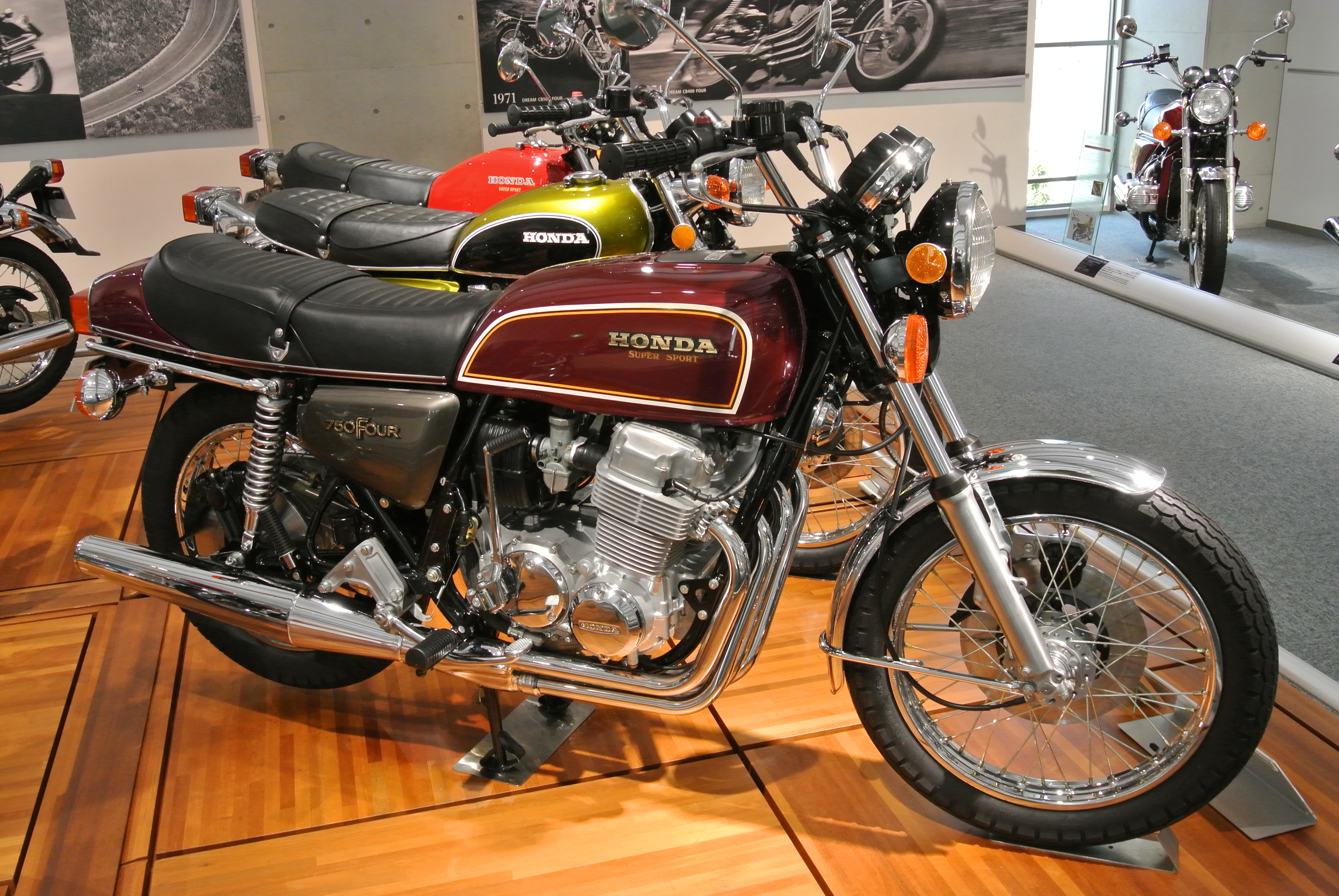
Honda CB 750 F1

### CB 750 F0/F1
In 1975 kreeg de CB 750 een geheel nieuwe vormgeving. Deze nieuwe machine kwam in februari in de VS uit en had toen nog de fabrieksbenaming "F0", maar een maand later werd hij in de hele wereld geïntroduceerd als "Honda CB 750 F1". Die aanduiding was op de motorfiets zelf niet terug te vinden: op de zijdeksels stond gewoon "750 Four". Dat de machine als pure sportmotor was bedoeld was geen geheim: onder het Honda-logo op de tank stond "Super Sport" en daarme moest hij de concurrentie aangaan met de Kawasaki Z 1 900 en de BMW R 90 S. Behalve de direct zichtbare veranderingen was de machine ook langer geworden: de wielbasis bedroeg 1.470 mm ten opzichte van de 1.455 van de andere modellen. Dat kwam omdat de naloop groter en de swingarm langer waren geworden. De motor kreeg een nieuwe cilinderkop en hogere zuigers, zodat de compressieverhouding nu 9,2:1 bedroeg. Gecombineerd met een sportievere nokkenastiming kwam de motor op het "oude" vermogen van 67 pk. De koppeling werd verstevigd, de versnellingsbak verbeterd en ook deze machine kreeg de nieuwe carterventilatie van de K6. Het luchtfilterhuis werd groter en er kwam een nieuwe olietank. De F1 was 12 kg zwaarder dan de oude modellen.

#### Kenmerken
Uiterlijk was de F1 veel moderner en strakker geworden. Het zadel had nu een "kontje" gekregen en het polyester liep onder het zadel door, zodat het een geheel leek te vormen met de tank. De motor had één kleur, zonder vlakken op de tank: Rood (Candy Antares Red) of geel (Sulphur Yellow). De zijdeksels waren zwart en dekten de olietank af, waardoor ook de olievuldop onzichtbaar was geworden. Ook achter kwam nu een schijfrem met dezelfde diameter (270 mm) als voor en de vier afzonderlijke uitlaten werden vervangen door een verchroomd vier-in-één-systeem. Dat had behalve het optische effect twee voordelen: Het achterwiel en de ketting waren beter bereikbaar en eindelijk konden de duovoetsteunen goed geplaatst worden.

### CB 750 F2
In 1976 was de concurrentie voor de Honda CB 750 veel sterker geworden: Suzuki had de GS 750 en Yamaha de XS 750, allebei met dubbele bovenliggende nokkenassen, terwijl de Yamaha ook nog eens cardanaandrijving had. Van alle Japanse merken was Honda het enige dat veel ervaring met dubbelnokkers had. Men had immers al vanaf 1959 met de RC 141 race-ervaring opgedaan met dergelijke machines. In de jaren zestig kwamen er ook 250- en 350cc-racers en ten slotte de 500cc-RC 181, allemaal met dubbele bovenliggende nokkenassen. Honda beperkte zich voorlopig op een nieuwe opwaardering van de CB 750 F, maar nam geen halve maatregelen. De motor werd flink onder handen genomen. De inlaatkleppen werden 2 mm groter, de uitlaatkleppen 3 mm. De nokkenastiming werd zodanig aangepast dat de CB 750 F2 de "heetste" nokken kreeg die Honda ooit op een CB 750-machine zou toepassen. Daardoor moesten de klepveren zwaarder worden. De inlaatkanalen en de verbrandingskamers werden gewijzigd en de carburateurs kregen acceleratiepompen. Het vermogen steeg naar 73 pk, net iets meer dan de Suzuki GS 750. Dit had tot gevolg dat er maatregelen voor de koeling moesten worden genomen: er kwamen meer koelribben en ook het oliefilter (dat rijwindkoeling kreeg) werd groter. Ook de aandrijfketting (type 630 met O-ringen) werd sterker. De wielbasis werd weer langer: 1.480 mm. De CB 750 F2 woog nu 253 kg.

#### Kenmerken
Uiterlijk was de CB 750 F2 het makkelijkst te herkennen aan de comstarvelgen en een zwart gespoten motorblok. Ook kreeg de machine twee 260mm-remschijven in het voorwiel. Het kleurenschema en de belijning op de tank werden ook veranderd.

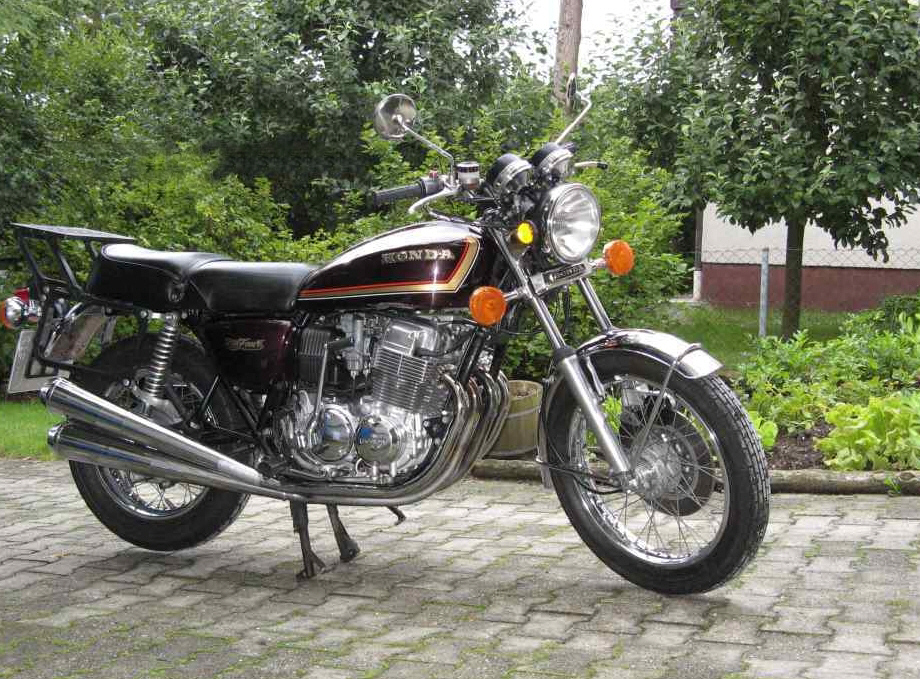
CB 750 K7

### CB 750 K7
Toen de CB 750 K7 in juni 1976 verscheen had hij inwendig weer een aantal wijzigingen ondergaan, waardoor het vermogen weer op het oude niveau van 67 pk kwam. Daarmee was de machine minder sterk dan de F2, maar dat was ook duidelijk zo bedoeld: de F2 was immers het sportmodel en de K7 het toermodel. Daarom was de veerweg achter ook langer geworden, waardoor het comfort groter werd. Opnieuw was de carterventilatie veranderd, de carburateurs kregen acceleratiepompen en de machine kreeg een sterkere type 630 O-ringen ketting. Verdere inwendige wijzigingen betroffen betere zuigerveren, klepgeleiders en koppelingsveren. Door alle wijzigingen werd de machine wel zwaar (250 kg), wat de stuurkwaliteiten niet ten goede kwam.

#### Kenmerken
De machine was zelfs min of meer "klassiek" vormgegeven. Het kleurenschema was gedistingeerd te noemen: zwart met brede gouden en smalle rode biezen en veel chroom. Ook de type-aanduiding was in klassieke letters geschreven en kreeg de toevoeging "K". Het zadel had nu een duidelijke scheiding tussen rijders-en duo gedeelte en de duopassagier werd verlost van de lastige voetsteunen, die tot dan toe steeds naast de uitlaten hadden gezeten waardoor men ongemakkelijk (breed) zat. De steunen zaten nu iets boven de uitlaten. De rubber balgen rond de vorkpoten waren verdwenen, wat de machine een vlotter uiterlijk gaf, maar de vork weer kwetsbaar maakte voor steenslag en insecten. De benzinetank, die nu 19 liter kon bevatten, kreeg een afsluitbaar kapje. Het contactslot verhuisde van de linker onderzijde van de tank naar het stuur en het werd gecombineerd met het stuurslot. Om daar ruimte voor te maken verhuisden de controlelampjes naar een console tussen de tellers. Er was nu ook een H4 halogeenlamp gemonteerd.

## Technische gegevens
((VS): Alleen geleverd in de Verenigde Staten, (VS/CAN): alleen geleverd in de Verenigde Staten en Canada)
| Honda CB 750             | K0                                                                                  | K1                                                                                  | CR 750                                                                              | K2                                                                                  | K3 (VS)                                                                             | K4 (VS)                                                                             | K5 (VS)                                                                             | K6                                                                                  | K7                                                                                  | K8 (VS/CAN)                                                                         | F0 (VS)                                                                             | F1                                                                                  | F2                                                                                  | F3                                                                                  | A0 (VS)                                                                             | A1 (VS)                                                                             | A2 (VS)                                                                             |
| ------------------------ | ----------------------------------------------------------------------------------- | ----------------------------------------------------------------------------------- | ----------------------------------------------------------------------------------- | ----------------------------------------------------------------------------------- | ----------------------------------------------------------------------------------- | ----------------------------------------------------------------------------------- | ----------------------------------------------------------------------------------- | ----------------------------------------------------------------------------------- | ----------------------------------------------------------------------------------- | ----------------------------------------------------------------------------------- | ----------------------------------------------------------------------------------- | ----------------------------------------------------------------------------------- | ----------------------------------------------------------------------------------- | ----------------------------------------------------------------------------------- | ----------------------------------------------------------------------------------- | ----------------------------------------------------------------------------------- | ----------------------------------------------------------------------------------- |
| Van                      | juni 1969                                                                           | aug 1970                                                                            | 1970-1973                                                                           | sept 1971                                                                           | sept 1972                                                                           | juli 1973                                                                           | mei 1974                                                                            | jan 1975                                                                            | juli 1976                                                                           | juni 1977                                                                           | feb 1975                                                                            | maart 1975                                                                          | dec 1975                                                                            | juni 1977                                                                           | 1976                                                                                | 1977                                                                                | 1978                                                                                |
| Tot                      | aug 1970                                                                            | sept 1971                                                                           | 1970-1973                                                                           | dec 1974                                                                            | juni 1973                                                                           | mei 1974                                                                            | dec 1974                                                                            | juni 1976                                                                           | mei 1977                                                                            | mei 1978                                                                            | feb 1975                                                                            | nov 1976                                                                            | mei 1977                                                                            | mei 1978                                                                            | 1976                                                                                | 1977                                                                                | 1978                                                                                |
| Aantallen                | 53.000                                                                              | 77.000                                                                              | 4                                                                                   | 63.500                                                                              | 38.000                                                                              | 73.000                                                                              | 35.000                                                                              | 42.000                                                                              | 38.000                                                                              | 36.000                                                                              | 15.000                                                                              | 44.000                                                                              | 25.000                                                                              | 18.400                                                                              | 4.100                                                                               | 2.300                                                                               | 1.700                                                                               |
| Kleuren                  | [ 3 ] [ 4 ] [ 5 ] [ 6 ]                                                             | [ 3 ] [ 4 ] [ 7 ] [ 8 ]                                                             | [ 4 ]                                                                               | [ 9 ] [ 10 ]                                                                        | [ 11 ] [ 12 ] [ 13 ]                                                                | [ 9 ] [ 14 ] [ 15 ]                                                                 | [ 16 ] [ 17 ]                                                                       | [ 9 ] [ 18 ] [ 19 ]                                                                 | [ 20 ] [ 21 ]                                                                       | [ 20 ] [ 21 ]                                                                       | [ 9 ] [ 22 ]                                                                        | [ 18 ] [ 23 ]                                                                       | [ 24 ] [ 25 ]                                                                       | [ 24 ] [ 25 ]                                                                       | [ 18 ] [ 26 ]                                                                       | [ 20 ] [ 27 ]                                                                       | [ 20 ] [ 28 ]                                                                       |
| Categorie                | toermotor                                                                           | toermotor                                                                           | wegracer                                                                            | toermotor                                                                           | toermotor                                                                           | toermotor                                                                           | toermotor                                                                           | toermotor                                                                           | toermotor                                                                           | toermotor                                                                           | sportmotor                                                                          | sportmotor                                                                          | sportmotor                                                                          | sportmotor                                                                          | toermotor                                                                           | toermotor                                                                           | toermotor                                                                           |
| Motortype                | kopklepmotor (OHC)                                                                  | kopklepmotor (OHC)                                                                  | kopklepmotor (OHC)                                                                  | kopklepmotor (OHC)                                                                  | kopklepmotor (OHC)                                                                  | kopklepmotor (OHC)                                                                  | kopklepmotor (OHC)                                                                  | kopklepmotor (OHC)                                                                  | kopklepmotor (OHC)                                                                  | kopklepmotor (OHC)                                                                  | kopklepmotor (OHC)                                                                  | kopklepmotor (OHC)                                                                  | kopklepmotor (OHC)                                                                  | kopklepmotor (OHC)                                                                  | kopklepmotor (OHC)                                                                  | kopklepmotor (OHC)                                                                  | kopklepmotor (OHC)                                                                  |
| Bouwwijze                | dwarsgeplaatste, luchtgekoelde viercilinder lijnmotor met twee kleppen per cilinder | dwarsgeplaatste, luchtgekoelde viercilinder lijnmotor met twee kleppen per cilinder | dwarsgeplaatste, luchtgekoelde viercilinder lijnmotor met twee kleppen per cilinder | dwarsgeplaatste, luchtgekoelde viercilinder lijnmotor met twee kleppen per cilinder | dwarsgeplaatste, luchtgekoelde viercilinder lijnmotor met twee kleppen per cilinder | dwarsgeplaatste, luchtgekoelde viercilinder lijnmotor met twee kleppen per cilinder | dwarsgeplaatste, luchtgekoelde viercilinder lijnmotor met twee kleppen per cilinder | dwarsgeplaatste, luchtgekoelde viercilinder lijnmotor met twee kleppen per cilinder | dwarsgeplaatste, luchtgekoelde viercilinder lijnmotor met twee kleppen per cilinder | dwarsgeplaatste, luchtgekoelde viercilinder lijnmotor met twee kleppen per cilinder | dwarsgeplaatste, luchtgekoelde viercilinder lijnmotor met twee kleppen per cilinder | dwarsgeplaatste, luchtgekoelde viercilinder lijnmotor met twee kleppen per cilinder | dwarsgeplaatste, luchtgekoelde viercilinder lijnmotor met twee kleppen per cilinder | dwarsgeplaatste, luchtgekoelde viercilinder lijnmotor met twee kleppen per cilinder | dwarsgeplaatste, luchtgekoelde viercilinder lijnmotor met twee kleppen per cilinder | dwarsgeplaatste, luchtgekoelde viercilinder lijnmotor met twee kleppen per cilinder | dwarsgeplaatste, luchtgekoelde viercilinder lijnmotor met twee kleppen per cilinder |
| boring                   | 61 mm                                                                               | 61 mm                                                                               | 61,5 m                                                                              | 61 mm                                                                               | 61 mm                                                                               | 61 mm                                                                               | 61 mm                                                                               | 61 mm                                                                               | 61 mm                                                                               | 61 mm                                                                               | 61 mm                                                                               | 61 mm                                                                               | 61 mm                                                                               | 61 mm                                                                               | 61 mm                                                                               | 61 mm                                                                               | 61 mm                                                                               |
| slag                     | 63 mm                                                                               | 63 mm                                                                               | 63 mm                                                                               | 63 mm                                                                               | 63 mm                                                                               | 63 mm                                                                               | 63 mm                                                                               | 63 mm                                                                               | 63 mm                                                                               | 63 mm                                                                               | 63 mm                                                                               | 63 mm                                                                               | 63 mm                                                                               | 63 mm                                                                               | 63 mm                                                                               | 63 mm                                                                               | 63 mm                                                                               |
| Cilinderinhoud           | 736,5 cc                                                                            | 736,5 cc                                                                            | 748,6 cc                                                                            | 736,5 cc                                                                            | 736,5 cc                                                                            | 736,5 cc                                                                            | 736,5 cc                                                                            | 736,5 cc                                                                            | 736,5 cc                                                                            | 736,5 cc                                                                            | 736,5 cc                                                                            | 736,5 cc                                                                            | 736,5 cc                                                                            | 736,5 cc                                                                            | 736,5 cc                                                                            | 736,5 cc                                                                            | 736,5 cc                                                                            |
| Carburateurs (4× Keihin) | 28 mm                                                                               | 28 mm                                                                               | 35 mm                                                                               | 28 mm                                                                               | 28 mm                                                                               | 28 mm                                                                               | 28 mm                                                                               | 26 mm                                                                               | 28 mm                                                                               | 28 mm                                                                               | 28 mm                                                                               | 28 mm                                                                               | 28 mm                                                                               | 28 mm                                                                               | 24 mm                                                                               | 24 mm                                                                               | 24 mm                                                                               |
| Smeersysteem             | dry sump                                                                            | dry sump                                                                            | dry sump                                                                            | dry sump                                                                            | dry sump                                                                            | dry sump                                                                            | dry sump                                                                            | dry sump                                                                            | dry sump                                                                            | dry sump                                                                            | dry sump                                                                            | dry sump                                                                            | dry sump                                                                            | dry sump                                                                            | wet sump                                                                            | wet sump                                                                            | wet sump                                                                            |
| Compressieverhouding     | 9,1:1                                                                               | 9,1:1                                                                               | 11:1                                                                                | 9,1:1                                                                               | 9,1:1                                                                               | 9,1:1                                                                               | 9,1:1                                                                               | 9,1:1                                                                               | 9,2:1                                                                               | 9,2:1                                                                               | 9,2:1                                                                               | 9,2:1                                                                               | 9,1:1                                                                               | 9,1:1                                                                               | 8,6:1                                                                               | 8,6:1                                                                               | 8,6:1                                                                               |
| Max. Vermogen            | 49,3 kW/67 pk bij 8.500 tpm                                                         | 49,3 kW/67 pk bij 8.500 tpm                                                         | 70,6 kW/96 pk bij 9.500 tpm                                                         | 49,3 kW/67 pk bij 8.500 tpm                                                         | 49,3 kW/67 pk bij 8.500 tpm                                                         | 49,3 kW/67 pk bij 8.500 tpm                                                         | 49,3 kW/67 pk bij 8.500 tpm                                                         | 46,3 kW/63 pk bij 8.000 tpm                                                         | 49,3 kW/67 pk bij 8.500 tpm                                                         | 49,3 kW/67 pk bij 8.500 tpm                                                         | 49,3 kW/67 pk bij 8.500 tpm                                                         | 49,3 kW/67 pk bij 8.500 tpm                                                         | 53,7 kW/73 pk bij 9.000 tpm                                                         | 53,7 kW/73 pk bij 9.000 tpm                                                         | 34,6 kW/47 pk bij 7.500 tpm                                                         | 34,6 kW/47 pk bij 7.500 tpm                                                         | 34,6 kW/47 pk bij 7.500 tpm                                                         |
| Topsnelheid              | 198 km/h                                                                            | 198 km/h                                                                            | 270 km/h                                                                            | 198 km/h                                                                            | 198 km/h                                                                            | 198 km/h                                                                            | 198 km/h                                                                            | onbekend                                                                            | 198 km/h                                                                            | 198 km/h                                                                            | 194 km/h                                                                            | 194 km/h                                                                            | 200,5 km/h                                                                          | 200,5 km/h                                                                          | 167 km/h                                                                            | 167 km/h                                                                            | 167 km/h                                                                            |
| Primaire aandrijving     | ketting                                                                             | ketting                                                                             | ketting                                                                             | ketting                                                                             | ketting                                                                             | ketting                                                                             | ketting                                                                             | ketting                                                                             | ketting                                                                             | ketting                                                                             | ketting                                                                             | ketting                                                                             | ketting                                                                             | ketting                                                                             | ketting                                                                             | ketting                                                                             | ketting                                                                             |
| koppeling                | meervoudige natte platenkoppeling                                                   | meervoudige natte platenkoppeling                                                   | meervoudige natte platenkoppeling                                                   | meervoudige natte platenkoppeling                                                   | meervoudige natte platenkoppeling                                                   | meervoudige natte platenkoppeling                                                   | meervoudige natte platenkoppeling                                                   | meervoudige natte platenkoppeling                                                   | meervoudige natte platenkoppeling                                                   | meervoudige natte platenkoppeling                                                   | meervoudige natte platenkoppeling                                                   | meervoudige natte platenkoppeling                                                   | meervoudige natte platenkoppeling                                                   | meervoudige natte platenkoppeling                                                   | koppelomvormer                                                                      | koppelomvormer                                                                      | koppelomvormer                                                                      |
| versnellingen            | 5                                                                                   | 5                                                                                   | 5                                                                                   | 5                                                                                   | 5                                                                                   | 5                                                                                   | 5                                                                                   | 5                                                                                   | 5                                                                                   | 5                                                                                   | 5                                                                                   | 5                                                                                   | 5                                                                                   | 5                                                                                   | 2                                                                                   | 2                                                                                   | 2                                                                                   |
| Secundaire aandrijving   | Ketting                                                                             | Ketting                                                                             | Ketting                                                                             | Ketting                                                                             | Ketting                                                                             | Ketting                                                                             | Ketting                                                                             | Ketting                                                                             | Ketting                                                                             | Ketting                                                                             | Ketting                                                                             | Ketting                                                                             | Ketting                                                                             | Ketting                                                                             | Ketting                                                                             | Ketting                                                                             | Ketting                                                                             |
| Rijwielgedeelte          | dubbel wiegframe                                                                    | dubbel wiegframe                                                                    | dubbel wiegframe                                                                    | dubbel wiegframe                                                                    | dubbel wiegframe                                                                    | dubbel wiegframe                                                                    | dubbel wiegframe                                                                    | dubbel wiegframe                                                                    | dubbel wiegframe                                                                    | dubbel wiegframe                                                                    | dubbel wiegframe                                                                    | dubbel wiegframe                                                                    | dubbel wiegframe                                                                    | dubbel wiegframe                                                                    | dubbel wiegframe                                                                    | dubbel wiegframe                                                                    | dubbel wiegframe                                                                    |
| Voorvork                 | telescoopvork                                                                       | telescoopvork                                                                       | telescoopvork                                                                       | telescoopvork                                                                       | telescoopvork                                                                       | telescoopvork                                                                       | telescoopvork                                                                       | telescoopvork                                                                       | telescoopvork                                                                       | telescoopvork                                                                       | telescoopvork                                                                       | telescoopvork                                                                       | telescoopvork                                                                       | telescoopvork                                                                       | telescoopvork                                                                       | telescoopvork                                                                       | telescoopvork                                                                       |
| Achtervork               | swingarm met twee veer/demperelementen                                              | swingarm met twee veer/demperelementen                                              | swingarm met twee veer/demperelementen                                              | swingarm met twee veer/demperelementen                                              | swingarm met twee veer/demperelementen                                              | swingarm met twee veer/demperelementen                                              | swingarm met twee veer/demperelementen                                              | swingarm met twee veer/demperelementen                                              | swingarm met twee veer/demperelementen                                              | swingarm met twee veer/demperelementen                                              | swingarm met twee veer/demperelementen                                              | swingarm met twee veer/demperelementen                                              | swingarm met twee veer/demperelementen                                              | swingarm met twee veer/demperelementen                                              | swingarm met twee veer/demperelementen                                              | swingarm met twee veer/demperelementen                                              | swingarm met twee veer/demperelementen                                              |
| Remmen                   | enkele schijfrem voor, trommelrem achter                                            | enkele schijfrem voor, trommelrem achter                                            | twee schijfremmen voor, trommelrem achter                                           | enkele schijfrem voor, trommelrem achter                                            | enkele schijfrem voor, trommelrem achter                                            | enkele schijfrem voor, trommelrem achter                                            | enkele schijfrem voor, trommelrem achter                                            | enkele schijfrem voor, trommelrem achter                                            | enkele schijfrem voor, trommelrem achter                                            | enkele schijfrem voor, trommelrem achter                                            | enkele schijfrem voor en achter                                                     | enkele schijfrem voor en achter                                                     | twee schijfremmen voor, schijfrem achter                                            | twee schijfremmen voor, schijfrem achter                                            | enkele schijfrem voor en achter                                                     | enkele schijfrem voor en achter                                                     | enkele schijfrem voor en achter                                                     |
| Tankinhoud               | 18 liter                                                                            | 18 liter                                                                            | 27 liter                                                                            | 18 liter                                                                            | 18 liter                                                                            | 18 liter                                                                            | 18 liter                                                                            | 18 liter                                                                            | 19 liter                                                                            | 19 liter                                                                            | 19 liter                                                                            | 19 liter                                                                            | 19 liter                                                                            | 19 liter                                                                            | onbekend                                                                            | onbekend                                                                            | onbekend                                                                            |
| Droog gewicht            | 235 kg                                                                              | 235 kg                                                                              | 164 kg                                                                              | 235 kg                                                                              | 235 kg                                                                              | 235 kg                                                                              | 235 kg                                                                              | 235 kg                                                                              | 250 kg                                                                              | 250 kg                                                                              | 247 kg                                                                              | 247 kg                                                                              | 253 kg                                                                              | 253 kg                                                                              | 253 kg                                                                              | 253 kg                                                                              | 253 kg                                                                              |